# Novi Skomorohî, Halîci
Novi Skomorohî (în ucraineană Нові Скоморохи) este localitatea de reședință a comunei Novi Skomorohî din raionul Halîci, regiunea Ivano-Frankivsk, Ucraina.

## Demografie
Componența lingvistică a localității Novi Skomorohî
     Ucraineană (100%)
Conform recensământului din 2001, toată populația localității Novi Skomorohî era vorbitoare de ucraineană (100%).